# Fitocenon
Fitocenon – abstrakcyjne zbiorowisko roślinne wyróżniane i opisywane zgodnie z określonymi kryteriami. Jest niehierarchiczną jednostką typologiczną, która może być układana w systemach klasyfikacyjnych fitocenoz. 
Ogólnie przyjmowany w Polsce zbiór kryteriów klasyfikacji zbiorowisk roślinnych wynika z francusko-szwajcarskiego kierunku fitosocjologii, którego twórcą był Josias Braun-Blanquet. Kryteria te zebrane zostały w Kodeksie Nomenklatury Fitosocjologicznej (Code of Phytosociological Nomenclature) przygotowywanym przez IAVS (Międzynarodowe Stowarzyszenie Fitosocjologiczne). Fitocenony wyróżniane jako jednostki systemu klasyfikacyjnego tworzonego zgodnie z regułami tego Kodeksu nazywane są syntaksonami.